# کمپ (آرکانزاس)
کمپ (به انگلیسی: Camp) یک منطقهٔ مسکونی در ایالات متحده آمریکا است که در شهرستان فولتن، آرکانزاس واقع شده‌است. کمپ ۱۸۹٫۸۹ متر بالاتر از سطح دریا واقع شده‌است.